# Kisvaszar, Baranya
Kisvaszar este un sat în districtul Hegyhát, județul Baranya, Ungaria, având o populație de 333 de locuitori (2011). 

## Demografie
Componența etnică a satului Kisvaszar
     Maghiari (64,4%)
     Romi (35,02%)
     Necunoscut (0,58%)
     Alții (0,58%)
Componența confesională a satului Kisvaszar
     Romano-catolici (80,48%)
     Fără religie (12,31%)
     Reformați (1,2%)
     Necunoscută (6,01%)
Conform recensământului din 2011, satul Kisvaszar avea 333 de locuitori. Din punct de vedere etnic, majoritatea locuitorilor (35,02%) erau romi. Apartenența etnică nu este cunoscută în cazul a 0,58% din locuitori.  Din punct de vedere confesional, majoritatea locuitorilor (80,48%) erau romano-catolici, existând și minorități de persoane fără religie (12,31%) și reformați (1,2%). Pentru 6,01% din locuitori nu este cunoscută apartenența confesională.